# RKD-Nederlands Instituut voor Kunstgeschiedenis
Het RKD-Nederlands Instituut voor Kunstgeschiedenis is een kennisinstituut voor de beeldende kunsten van de Nederlanden in internationale context. Het instituut, eerder bekend als Rijksbureau voor Kunsthistorische Documentatie (RKD), is opgericht in 1932 en gevestigd in Den Haag. Het verzamelen, beheren en beschikbaar stellen is de kerntaak.

## Collectie en taken
De collectie van het RKD is onder meer ontstaan uit donaties van de verzamelaars Frits Lugt en Cornelis Hofstede de Groot. De kerncollectie omvat een beeldcollectie, archieven en (pers)documentaties, een omvangrijke bibliotheek en een uitdijende digitale collectie op vermeld kennisgebied. De bibliotheek bevat ongeveer 475.000 banden waarvan circa 180.000 veilingcatalogi, ongeveer 4.100 tijdschriften, waaronder zo'n 600 lopende periodieken.
Het RKD beheert verder de Nederlandse versie van de Art & Architecture Thesaurus, een thesaurus met geordende terminologie voor de beschrijving en ontsluiting van informatie op het gebied van kunst en architectuur. De oorspronkelijke versie is een initiatief van het Getty Research Institute te Los Angeles.

## Organisatie
Het RKD is gevestigd in het gebouwencomplex van de KB en het Nationaal Archief. De tweetalige website www.rkd.nl heeft een zoekfunctie, waarmee kunsthistorische informatie kan worden opgevraagd.

### Directie
- 1990-2012 Rudi Ekkart
- 2012-2025 Chris Stolwijk